# Time (album Electric Light Orchestra)
Time – album studyjny brytyjskiej grupy muzycznej Electric Light Orchestra. Wydany został w 1981 roku. Na wydawnictwie odnaleźć można wszystkie charakterystyczne dla zespołu cechy, takie jak na przykład stosowanie niekonwencjonalnych dla rocka instrumentów (w tym skrzypiec).

## Lista utworów
1. Prologue – 1:16
2. Twilight – 3:42
3. Yours Truly, 2095 – 3:11
4. Ticket to the Moon – 4:07
5. The Way Life's Meant To Be – 3:48
6. Another Heart Breaks – 4:38
7. Rain Is Falling – 3:55
8. From the End of the World – 3:16
9. The Lights Go Down – 3:33
10. Here Is the News – 3:50
11. 21st Century Man – 4:03
12. Hold on Tight – 3:18
13. Epilogue – 1:31

Dodatkowe utwory na wydaniu z 2001 roku:
1. The Bouncer – 3:14
2. When Time Stood Still – 3:33
3. Julie Don't Live Here – 3:42

## Twórcy
- Jeff Lynne – śpiew, gitara elektryczna i akustyczna, fortepian, syntezator
- Bev Bevan – perkusja
- Richard Tandy – fortepian, syntezator, gitara
- Kelly Groucutt – gitara basowa, śpiew